# Alfred de Grande-Bretagne
 (octobre 2021).
Si vous disposez d'ouvrages ou d'articles de référence ou si vous connaissez des sites web de qualité traitant du thème abordé ici, merci de compléter l'article en donnant les références utiles à sa vérifiabilité et en les liant à la section « Notes et références ».
Le prince Alfred naît le 22 septembre 1780, au château de Windsor. Il était le quatorzième enfant et neuvième  fils du roi George III et de son épouse la reine Charlotte. Au moment de sa naissance, la variole était une maladie redoutée et de nombreux princes et princesses tombaient malade dans toute l'Europe. L'année de ses deux ans, Alfred tombe malade après avoir été inoculé contre la variole. Les morts prématurées d'Alfred, ainsi que celle de son frère le prince Octave six mois plus tard, ont été un choc pour leurs parents, les enfants ayant une bonne santé apparente.

## Biographie

### Enfance
Le prince Alfred naît le 22 septembre 1780, au château de Windsor. Son père est le roi George III, et sa mère la reine Charlotte. Le prince est baptisé dans la salle du Grand Conseil du palais Saint-Jacques le 21 octobre 1780. Ses parrains et marraines étaient le prince de Galles (son frère aîné), le prince Frédéric (son deuxième frère) et la princesse royale (sa sœur aînée). En tant que quatorzième enfant et neuvième fils de ses parents, sa naissance a apporté beaucoup de joie à sa famille, en particulier à sa sœur aînée Sophie, qui, selon leur sœur Elisabeth, a appelé le nouveau bébé son « petit-fils ».

### Décès
En 1782, le prince Alfred est inoculé contre la variole, mais la maladie se développe trop pour l'enfant, qui tombe réellement malade. En juin, le prince est emmené près de la côte, on espérait que l'air marin, la baignade dans  l'eau et l'équitation amélioreraient son état. Malgré tout, le prince est toujours malade, et son état empire. Lorsqu'il retourne à Windsor en août 1782, les médecins qui l'auscultèrent ont constaté qu'il ne resterait que quelques semaines à vivre à Alfred, qui mourut le 20 août 1782, au château de Windsor.
Selon la gouvernante du jeune prince, le roi et la reine ont été très touchés par la mort d'Alfred. Il fut enterré à l'abbaye de Westminster, avant que ses restes soient transférés au caveau royal de la chapelle Saint-Georges du château de Windsor le 11 février 1820. Six mois après la mort d'Alfred, son frère aîné Octave succomba lui aussi à la variole, dévastant davantage le roi.
Sa plus jeune sœur, la princesse Amelia, naît presque un an après la mort d'Alfred.

## Titulature
- 22 septembre 1780 – 20 août 1782 : Son Altesse Royale le Prince Alfred

## Pour approfondir